# ベルギー陸上構成部隊

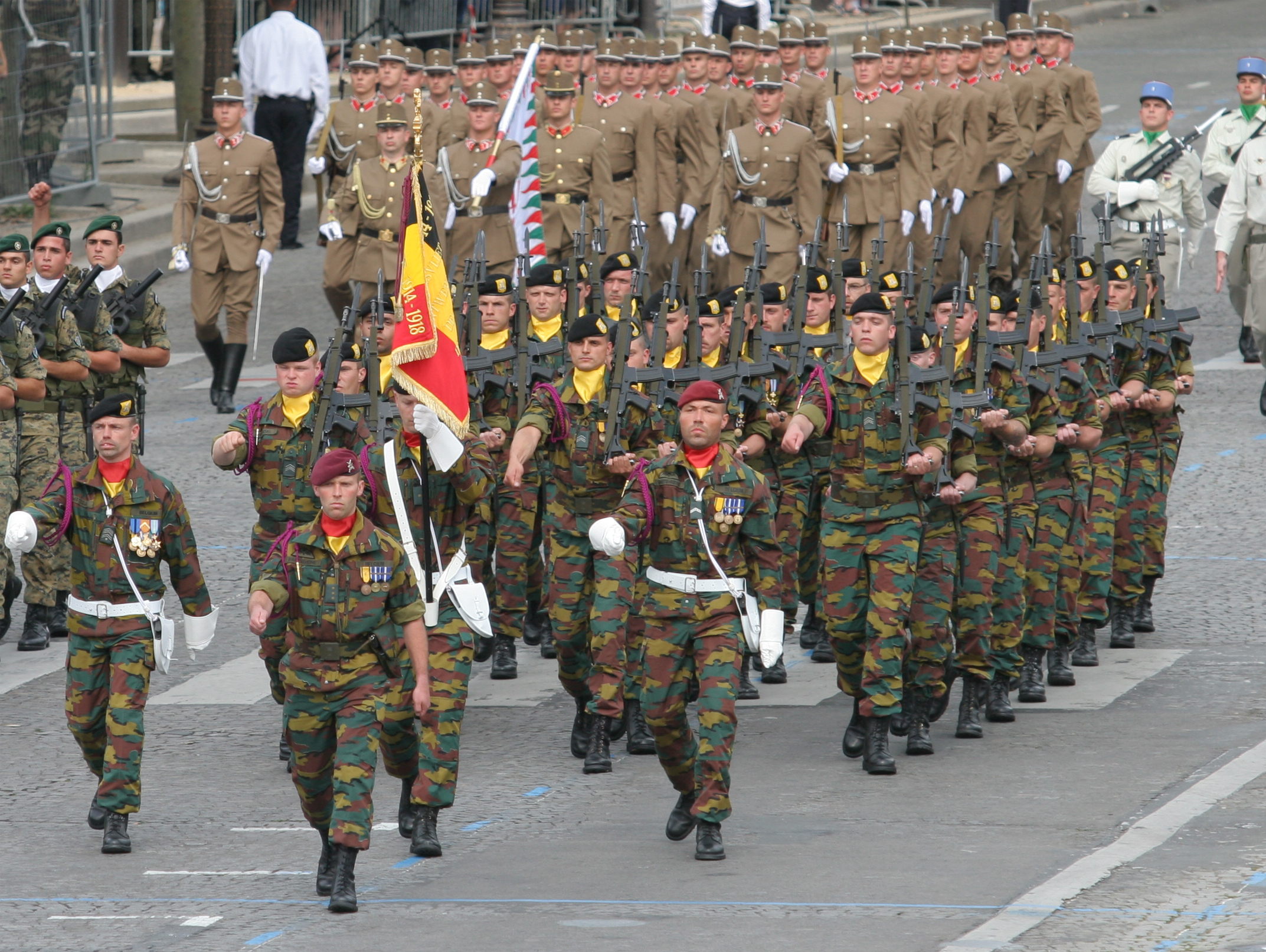
第2＝第4槍騎兵連隊名称大隊によるパレード

ベルギー陸上構成部隊（ベルギーりくじょうこうせいぶたい、オランダ語: Landcomponent、フランス語: Composante Terre）は、ベルギーの陸軍組織。2002年に陸軍から陸上構成部隊に改編している。

## 歴史
1832年に陸軍は創設される。
1940年、ベルギー陸軍は国王を最高司令官に約55万人の兵力が動員されていた。ブリュッセル、アントワープ、リエージュ等に6つの軍団が配置された。第1軍団は第1、第4、第7歩兵師団が、第2軍団は第6、第11、第14歩兵師団、第3軍団は第2、第3歩兵師団および第1アルデンヌ猟兵連隊が、第4軍団は第9、第15、第18歩兵師団が、第5軍団と第6軍団はそれぞれ3個師団が配属された。これらの部隊の多くはナチス・ドイツのフランス侵攻で壊滅的打撃を受け、一部はイギリスに亡命し自由ベルギー軍が組織され、植民地では第1ベルギー旅団が編成され1945年まで活動した。
戦後の冷戦時代はベルギー第1軍団が編制され、北大西洋条約機構中央欧州連合軍の指揮下で西ドイツケルンのリンデンタール区（de:Köln-Lindenthal (Stadtbezirk)）に軍団司令部を置き、各地に部隊が駐留していた。
2002年に統合軍への改革にともない陸軍から陸上構成部隊に改編された。

## 組織

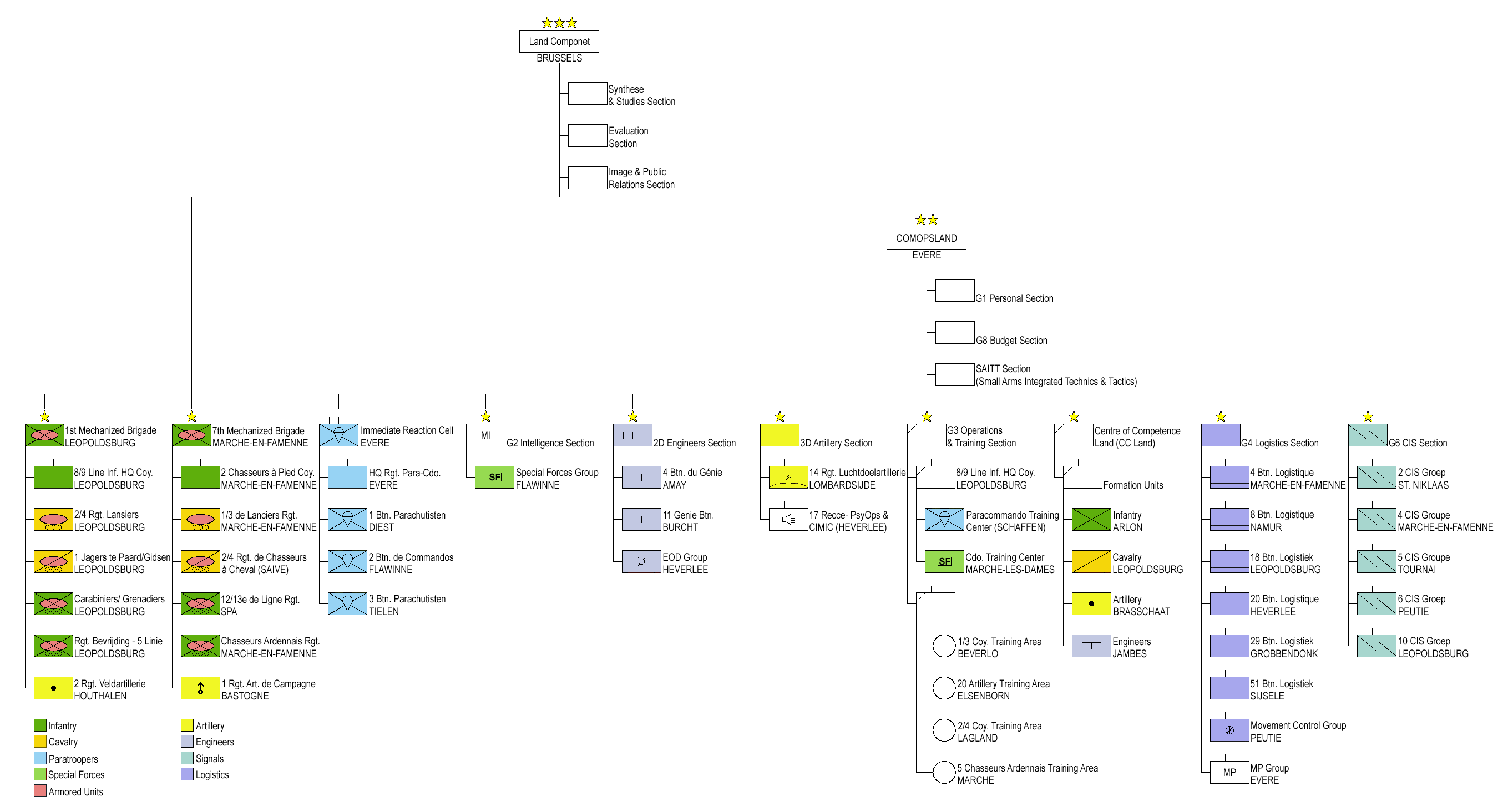
ベルギー陸上構成部隊の構成

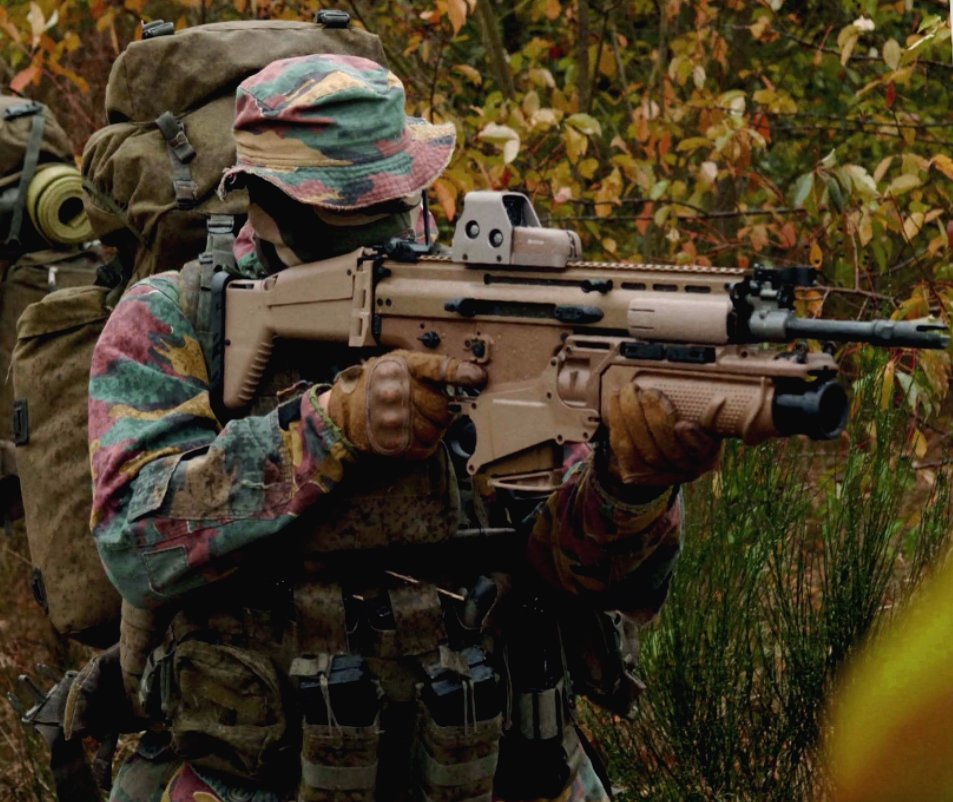
FN SCARを構えた特殊作戦群の隊員

陸上構成部隊司令官の下で以下のような組織がある。2024年時点で現役兵8,500人。
- 陸上構成部隊司令部
  - 参謀部（COMOPSLAND）

### 司令部直轄任務部隊
- 第1旅団　司令部：リンブルフ州ブール＝レオポルド（en:Leopoldsburg）
  - 第8＝第9戦列歩兵連隊名称旅団司令部中隊　在ブール＝レオポルド
  - 第2＝第4槍騎兵連隊名称大隊　在ブール＝レオポルド
  - パールド＝ギドセン第1猟兵連隊名称大隊　在ブール＝レオポルド
  - ボードゥアン王子擲弾兵連隊名称大隊　在ブール＝レオポルド
  - 第5解放戦列歩兵連隊名称大隊　在ブール＝レオポルド
  - 第2野戦砲兵連隊名称大隊　在ハウトハーレン（en:Houthalen）
  - 第18後方支援大隊　在ブール＝レオポルド

- 第7旅団　司令部：リュクサンブール州マルシュ＝アン＝ファメンヌ
  - 第2徒歩猟兵連隊名称旅団司令部中隊　在マルシュ＝アン＝ファメンヌ
  - 第1＝第3槍騎兵連隊名称大隊　在マルシュ＝アン＝ファメンヌ
  - 第2＝第4猟騎兵連隊名称大隊　在サイーヴ（fr:Saive）
  - 第12＝第13レオポルド王子戦列歩兵連隊名称大隊　在スパ
  - アルデンヌ猟兵連隊名称大隊　在マルシュ＝アン＝ファメンヌ
  - 第1シャンパーニュ野戦砲兵連隊名称大隊　在バストーニュ
  - 第4後方支援大隊　在マルシュ＝アン＝ファメンヌ

- 空挺コマンドー群　司令部：ブリュッセルエヴェレ（fr:Evere）
  - 空挺コマンドー連隊名称群本部中隊　在エヴェレ
  - 第1落下傘兵大隊　在ディースト（fr:Diest）
  - 第2コマンドー大隊　在フラウィンヌ
  - 第3落下傘兵大隊　在ティーレン（fr:Tielen (Belgique)）

### 参謀部直轄管理部隊
- 第2部, 情報
  - 特殊作戦群　在フラウィンヌ（fr:Flawinne）
- 第2科, 工兵
  - 第4工兵大隊　在アメ（en:Amay）
  - 第11工兵大隊　在ズウェインドレヒト（fr:Zwijndrecht (Belgique)）
  - 爆発物処理群　在ヘフェルレー（en:Heverlee）
- 第3科, 砲兵
  - 第14防空砲兵連隊名称大隊　在ロンバールザイデ（nl:Lombardsijde）
  - 第17心理戦偵察隊　在ヘフェルレー
- 第3部、運用訓練
  - 第8＝第9戦列歩兵連隊名称本部中隊　在レオポルドスブルグ
    - 空挺コマンドー訓練センター　在スカッフェン（Schaffen）
    - 特殊作戦部隊訓練センター　在マルシュ＝アン＝ファメンヌ

  - 第1＝第3中隊訓練区　在ベーフェルロ（en:Beverlo）
  - 第20野戦砲兵名称訓練区　在エルゼンボルン（Elsenborn）
  - 第2＝第4中隊訓練区　在ラグランド（Lagland）
  - 第5アルデンヌ猟兵連隊名称訓練区　在マルシェ（Marche）
- 陸戦能力センター
  - 歩兵科
  - 騎兵科
  - 砲兵科
  - 工兵科
- 第4部, 後方支援
  - 第4後方支援大隊　在マルシュ＝アン＝ファメンヌ
  - 第8後方支援大隊　在ナミュール
  - 第18後方支援大隊　在レオポルドスブルグ
  - 第20後方支援大隊　在ヘフェルレー
  - 第29後方支援大隊　在グロッベンドンク（fr:Grobbendonk）
  - 第50後方支援大隊　在シッセレ（fr:Sijsele）
  - 機動統制群　在ピーティ（fr:Peutie）
  - 憲兵群　在エヴェレ
- 第6部, 情報通信
  - 第2情報通信システム群　在シント＝ニクラース（fr:Saint-Nicolas (Flandre orientale)）
  - 第4情報通信システム群　在マルシュ＝アン＝ファメンヌ
  - 第5情報通信システム群　在トゥルネー
  - 第6情報通信システム群　在ピーティ
  - 第10情報通信システム群　在レオポルドスブルグ

## 装備

### 車両
- ピラーニャIII-C DF90 装甲火力支援車 × 18[2]
- パンデュール 装甲偵察車 × 30[2]
- ピラーニャIII-C DF30 歩兵戦闘車 × 16[2]
- ピラーニャIII-C 装甲兵員輸送車 × 64[2]
- ピラーニャIII-PC 装甲指揮車 × 14[2]
- グリフォン装輪装甲車 × 380以上（調達中）[3]
- ディンゴ2 装輪装甲車 × 219[2]
- イヴェコ LMV 装輪装甲車 × 356[2]
- Pionierpanzer 2 Dachs（ドイツ語版） 装甲工兵車 × 6[2]
- ピラーニャIII-C 装甲工兵車 × 8[2]
- ACEV 装甲工兵車 × 4[4]
- ピラーニャIII-C 装甲回収車 × 9[2]
- パンデュール 装甲回収車 × 4[2]
- DAF バッファロー 8輪トラック[5]
- DAF バッファロー 4輪トラック[5]
- ウニモグ・U1350L[6]

### 火砲
- カエサル Mk II 155mm自走榴弾砲 × 28（発注中）[7]
- LG1 Mk II 105mm榴弾砲 × 14[2]
- Expal 81mm迫撃砲 × 14[2]
- RT-61 120mm迫撃砲 × 32[2]

### ミサイル
- スパイク-MR 対戦車ミサイル[2]
- ミストラルSAM × 36基

### 無人航空機
- X-300 インテグレーター[8]
- レイヴン[9]
- PUMA LE[9]

### 小火器
- FN ブローニング・ハイパワー
- FN Five-seveN
- FN P90
- FN FNC
- FN F2000
- FN SCAR[10]
- アキュラシー・インターナショナル AW
- バレットM107
- FN ミニミ
- FN MAG
- ブローニングM2重機関銃
- M72 LAW

## 階級
| 士官               |                      |                      |      |
| 陸軍大将           | Generaal             | Général              | OF-9 |
| 陸軍中将           | Luitenant-generaal   | Lieutenant-général   | OF-8 |
| 陸軍少将           | Generaal-majoor      | Général-major        | OF-7 |
| 陸軍准将           | Brigade-generaal     | Général de Brigade   | OF-6 |
| 陸軍大佐           | Kolonel              | Colonel              | OF-5 |
| 陸軍中佐           | Luitenant-kolonel    | Lieutenant-colonel   | OF-4 |
| 陸軍少佐           | Majoor               | Major                | OF-3 |
| 陸軍上級大尉       | Kapitein-commandant  | Capitaine-commandant | OF-3 |
| 陸軍大尉           | Kapitein             | Capitaine            | OF-2 |
| 陸軍中尉           | Luitenant            | Lieutenant           | OF-1 |
| 陸軍少尉           | Onderluitenant       | Sous-lieutenant      | OF-1 |
| 准士官および下士官 |                      |                      |      |
| 陸軍最先任准尉長   | Adjudant-majoor      | Adjudant-major       | OR-9 |
| 陸軍准尉長         | Adjudant-chef        | Adjudant-chef        | OR-9 |
| 陸軍准尉           | Adjudant             | Adjudant             | OR-8 |
| 陸軍上級曹長       | 1ste Sergeant-majoor | 1e Sergent-major     | OR-7 |
| 陸軍曹長           | 1ste Sergeant-chef   | 1e Sergent-chef      | OR-6 |
| 陸軍一等軍曹       | 1ste Sergeant        | 1e Sergent           | OR-6 |
| 陸軍二等軍曹       | Sergeant             | Sergent              | OR-5 |
| 兵卒               |                      |                      |      |
| 陸軍先任上級兵長   | 1ste Korporaal-chef  | 1e Caporal-chef      | OR-4 |
| 陸軍上級伍長       | Korporaal-chef       | Caporal-chef         | OR-4 |
| 陸軍伍長           | Korporaal            | Caporal              | OR-3 |
| 陸軍一等兵         | 1ste Soldaat         | 1er Soldat           | OR-2 |
| 陸軍二等兵         | Soldaat              | Soldat               | OR-1 |